# Морфологическая свобода
Морфологи́ческая свобо́да определяет право человека сохранять неизменным либо изменять собственное тело так, как он считает нужным. Его желание может быть выражено как в виде обращения за медицинской услугой, так и в виде отказа от таковой. К сомати́ческим права́м человека относятся все права по распоряжению своим телом (то есть, репродуктивные права, право человека относительно своих органов и тканей, право на коррекцию пола, сексуальные права, право на смерть и др.).

## История понятия
Термин, вероятно, впервые был введен философом Максом Мором в статье «Technological Self-Transformation: Expanding Personal Extropy», где он определил морфологическую свободу как «возможность изменять своё тело по собственному желанию посредством таких технологий, как хирургия, генная инженерия, нанотехнология и загрузка сознания». Позже Андресом Сандбергом термин был определён как «расширение права человека на собственное тело, не только на владение им, но и на его изменение по собственному желанию».
В марте 2008 года Сандберг и Наташа Вита-Мор сделали совместный доклад о морфологической свободе в Second Life.

## Политические дискуссии
Согласно технократу Dale Carrico, политика морфологической свободы подразумевает толерантное отношение к самому широкому разнообразию морфологий тела и образов жизни. Морфологическая свобода — продукт либерального плюрализма, прогрессивного космополитизма и постгуманистического мультикультурализма, связанный с изменением подходов к оценке медицинской практики — от лечения к средству самоопределения через технологии генной инженерии, протезирования и когнитивные технологии.